# Habropoda tadzhica
Habropoda tadzhica là một loài Hymenoptera trong họ Apidae. Loài này được Popov mô tả khoa học năm 1948.